# Universidade de Bassora
A Universidade de Bassora (, em árabe) está situada no Iraque é uma das mais antigas do mundo, sendo fundada em 1964.